# Crayon Shin-chan - Gachinko! Gyakushu no robo to-chan
Crayon Shin-chan - Gachinko! Gyakushu no robo to-chan (クレヨンしんちゃん ガチンコ!逆襲のロボ とーちゃん?) è un film d'animazione del 2014 scritto da Kazuki Nakashima e diretto da Wataru Takahashi, ventiduesima pellicola legata al celebre franchise Shin Chan.

## Trama
Il padre di Shin-chan, Hiroshi, viene trasformato in un robot, dopo essere stato portato da una misteriosa ragazza in un particolare salone di bellezza. Se inizialmente Hiroshi è felice della nuova trasformazione, dato che risulta conveniente alla sua famiglia, in seguito scopre che si ritrova al centro di una cospirazione che intenderebbe eliminare tutti i padri di famiglia ritenuti "deboli" e creare una forte figura d'esempio.

## Distribuzione
In Giappone la pellicola è stata distribuita dalla Toho a partire dal 19 aprile 2014.